# Dunlop, Bremner & Co.
Dunlop, Bremner & Co. war eine Werft in Port Glasgow am Clyde in Schottland. Sie bestand, unter wechselnden Namen, von 1871 bis 1926.

## Geschichte
Im Jahre 1871 bildeten David John Dunlop und James L. Cunliffe eine Partnerschaft, kauften die Werft „Inch Yard“ in Port Glasgow von Lawrence Hill und betrieben sie nunmehr unter der Firmenbezeichnung „Cunliffe & Dunlop“. Beide Partner hatten ihre Erfahrung im Schiffbau auf der Fairfield Werft von John Elder in Govan erworben. Dunlop war der federführende Partner. Er wurde 1838 in Mexiko-Stadt als Sohn eines Kaufmanns geboren und wurde zur Ausbildung als Ingenieur nach Glasgow geschickt. Nach einigen Jahren Erfahrung im Lokomotivenbau assistierte er John Elder 1868 beim Anlegen von dessen neuer Werft in Govan.  Als Elder 1869 starb, verließ Dunlop die Werft und suchte eine Möglichkeit, auf eigene Rechnung Schiffbau zu betreiben.
Anfangs bauten Cunliffe & Dunlop mehrheitlich flachgehende Schiffe, aber sie wurde auch durch den Bau mehrerer Kabelleger bekannt, darunter die 1878 fertiggestellte 624 BRT Retriever. Cunliffe schied 1881 aus der Partnerschaft aus und Dunlop führte die Werft als „David J. Dunlop & Co.“ bis zu seinem Tod 1911 allein weiter. In dieser Zeit wurden mehr als 100 Schiffe unterschiedlicher Typen gebaut, wobei der Inch Yard insbesondere durch den 1889 begonnenen Bau großer Tanker für britische, deutsche und US-amerikanische Petroleumunternehmen bekannt wurde.
Nach Dunlops Tod übernahm Donald Bremner den Inch Yard und betrieb ihn unter dem Namen „Dunlop, Bremner & Co.“ Die Werft baute Passagier- und Frachtschiffe, Tanker und Kabelleger, Seiten- und Heckraddampfer. Neben dem Bau und der Reparatur von Schiffen stellte der Betrieb auch Dampfkessel und Dampfmaschinen her. Während des Ersten Weltkriegs wurden für die Royal Navy drei Sloops der Flower-Klasse, sechs Doppelschrauben-Minensucher der Hunt-Klasse, vier Seitenrad-Minensucher der Racecourse-Klasse für den küstennahen Dienst und eine Anzahl Leichter.
Im Jahre 1919 wurde die Werft von Lithgows gekauft, aber unter ihrem eigenen Namen weitergeführt, bis sie 1926 wegen Auftragsmangel geschlossen werden musste. Zu diesem Zeitpunkt besaß die Werft sechs Hellingen für Schiffe von bis zu 135 m Länge und ein Hafenbecken mit dem Ausrüstungskai.  Insgesamt waren mehr als 300 Schiffe gebaut worden. 1933 wurde die gesamte, knapp vier Hektar große Anlage von der National Shipbuilders Security Ltd., mit einer Vertragsklausel, die für die nächsten 40 Jahre keinen Schiffbau mehr dort erlaubte.